# Maria Aurèlia Capmany
Maria Aurèlia Capmany i Farnés (Barcelona, 3 de agosto de 1918 — Barcelona, 2 de outubro de 1991) foi uma romancista, dramaturga e ensaísta catalã. Recebeu o Prêmio Sant Jordi de romance de 1968 com a obra Un lloc entre els morts e o Prêmio Joanot Martorell de 1948 com El cel no és transparent. Foi presidente do PEN catalão entre 1979 e 1983. Destacou também como ativista cultural, feminista e anti-franquista.

## Biografia
Neta de Sebastià Farnés, inteletual autor da Paremiologia catalana comparada, e filha de Aureli Capmany, folclorista e colaborador em revistas infantis, passou a joventude no apartamento da família perto da Rambla de Barcelona. Estudou no Institut-Escola da Generalidade da Catalunha e se licenciou em filosofia na Universidade de Barcelona da pós-guerra.
Praticou a docência entre os anos 40 e 50 no Instituto Albéniz de Badalona e na Escola Isabel de Villena em Barcelona. Também trabalhou gravando vidro, ofício que aprendeu na época universitária.
Com o seu primeiro romance Necessitem morir (publicado 1952) chegou a ser finalista do Prêmio Joanot Martorell de 1947, prêmio que venceu no ano seguinte com El cel no és transparent. O seu prestígio como narradora chegou com romances como Betúlia, El gust de la pols e sobretudo por Un lloc entre els morts, prêmio Sant Jordi de 1968. 1981 venceu o Prêmio Ramon Fuster, concedido pelo Colégio Oficial de Doutores e Licenciados em Filosofia e Letras e em Ciências da Catalunha, e 1983 venceu o Prêmio Crítica Serra d'Or de Literatura Infantil e Juvenil com El malefici de la reina d'Hongria.
Foi uma das escritoras catalãs mais polifacéticas, já que, além da narrativa, dedicou-se à tradução, e cultivou o teatro, o ensaio e outros gêneros literários.
No âmbito da dramaturgia, fundou 1959 a Escola de Arte Dramática Adrià Gual com Ricard Salvat. Exerceu de professora, atriz e diretora. Além disto, estreou algumas obras próprias, como Preguntes i respostes sobre la vida i la mort de Francesc Layret, advocat dels obrers de Catalunya.
Como ensaísta sobresaíu pelas suas obras sobre a situação da mulher, sobretudo com La dona a Catalunya: consciència i situació de 1966. No mesmo ano, participou na Caputxinada, uma assembleia antifranquista. Também dedicou inúmeros artigos a diversos aspetos da cultura e da sociedade catalã. Também destacam os livros de memórias Pedra de toc (1 e 2), Mala memòria, e Això era i no era.
Participou e interveio no "Míting de la Llibertat" (22 de junho de 1976) e no processo constituinte do Partit Socialista de Catalunya-Congrés (novembro de 1976).
Fou vogal e responsável pelas áreas de Cultura e d'Edições na Câmara Municipal de Barcelona durante as primeiras legislaturas do Partido dos Socialistas da Catalunha (PSC) e membro da Diputació de Barcelona, desde 1983 até morrer em 2 de outubro de 1991. Foi membro da Associació d'Escriptors en Llengua Catalana (Associação de Escritores em Língua Catalã), e presidente do Centro Catalão do PEN Club.

## Obras

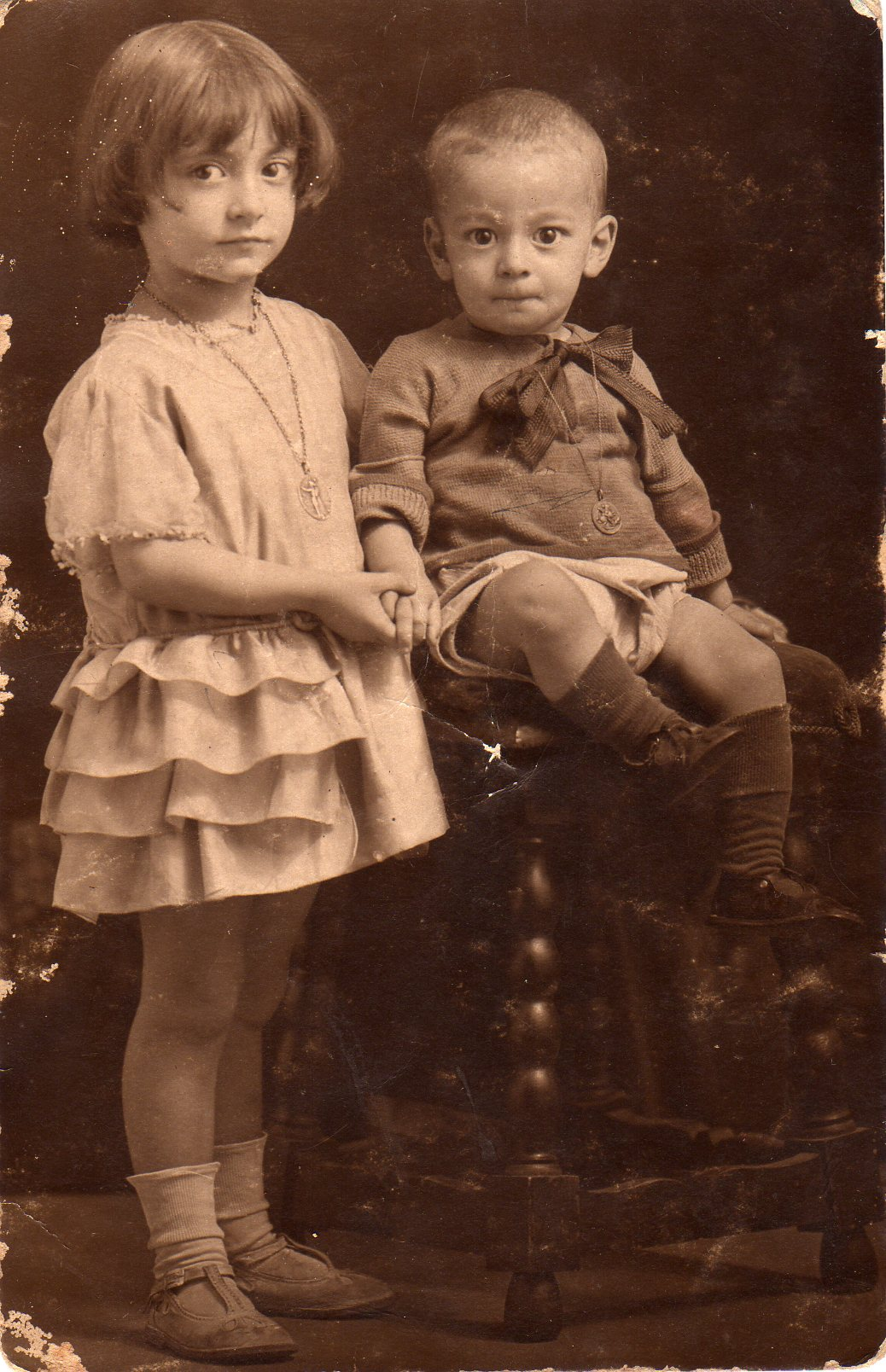
Maria Aurèlia Capmany com 3 anos, com o seu irmão Jordi

## Obras[3]

### Romance
- Necessitem morir. Barcelona: Aymà, 1952 / Barcelona: Proa, 1977
- L'altra ciutat. Barcelona: Selecta, 1955
- Tana o la felicitat. Palma de Mallorca: Moll, 1956
- Betúlia. Barcelona: Selecta, 1956
- Ara. Barcelona: Albertí, 1958/ Barcelona: Plaza & Janés, 1988
- Traduït de l'americà. Barcelona: Albertí, 1959
- El gust de la pols. Barcelona: Destino, 1962 / Barcelona: Edicions 62, 1986
- La pluja als vidres. Barcelona: Club Editor, 1963
- El desert dels dies. Barcelona: Occitània, 1966
- Un lloc entre els morts. Barcelona: Nova Terra, 1967 / Barcelona: Laia, 1979 / Barcelona: Edicions 62, 1984 / Barcelona: Proa, 1999
- Feliçment, jo sóc una dona. Barcelona: Nova Terra, 1969 / Barcelona: Laia, 1983 / Barcelona: Barcanova, 1994
- Vitrines d'Amsterdam. Barcelona: Club Editor, 1970
- Quim-Quima. Barcelona: Estela, 1971 / Barcelona: Laia, 1977 / Barcelona: Planeta, 1991
- El jaqué de la democràcia. Barcelona: Nova Terra, 1972 / Barcelona: La Magrana, 1987
- Vés-te'n ianqui. Barcelona: Laia, 1980 / Barcelona: Barcanova, 2006
- Lo color més blau. Barcelona: Planeta, 1983
- El cap de Sant Jordi. Barcelona: Planeta, 1988.

#### Narrativa breve
- Com una mà. Palma de Mallorca: Moll, 1952
- Cartes impertinents de dona a dona. Palma de Mallorca: Moll, 1971
- Numnius Dexter Optatur, Papa de Roma. Barcelona: Tarot, 1971
- Coses i noses. Barcelona: La Magrana, 1980
- Fumar o no fumar: vet aquí la qüestió (amb Pere Calders). Barcelona: Destino, 1988
- Aquelles dames d'altres temps. Barcelona: Planeta, 1990
- De veu a veu: contes i narracions. [amb Montserrat Roig]. Barcelona: Cercle de Lectors, 2001

#### Literatura infantil e juvenil
- Anna, Bel i Carles. Barcelona: Lumen, 1971
- Ni teu, ni meu. Barcelona: La Galera, 1972
- L'alt rei en Jaume. Barcelona: Aymà, 1977
- Àngela i els vuit mil policies. Barcelona: Laia, 1981
- El malefici de la reina d'Hongria o Les aventures dels três patrons de nau. Barcelona: Barcanova, 1982
- Contes. Barcelona: Publicacions de l'Abadia de Montserrat, 1993
- La rialla del mirall. Barcelona: Empúries, 1989

#### Teatro
- Tu i l'hipòcrita. Palma de Mallorca: Moll, 1960
- Vent de garbí i una mica de por. Palma de Mallorca: Moll, 1968
- Preguntes i respostes sobre la vida i la mort de Francesc Layret, advocat dels obrers de Catalunya.  [com Xavier Romeu i Jover]. París: Edicions * Catalanes de París, 1970 / Madrid: Moisés Pérez Coterillo, 1976 / Barcelona: Institut del Teatre-Diputació de Barcelona, 1992
- L'ombra de l'escorpí. València: Gorg, 1974
- El cavaller Tirant. Barcelona: Edebé, 1974
- Tirant lo Blanc. València: Eliseu Climent / 3i4, 1980
- Ca, barret!   [com Jaume Vidal Alcover]. Palma de Mallorca: Moll, 1984

#### Ensaio
- Cita de narradors (com Manuel de Pedrolo, Jordi Sarsanedas, Joan Perucho e Josep M. Espinàs). Barcelona: Selecta, 1958
- Historias de Barcelona [fotografias de A. Basté]. Barcelona: Barrigotic, 1963
- La dona a Catalunya: consciència i situació. Barcelona: Ed. 62, 1966
- Dia sí, dia no: apunts sobre la nostra societat actual. Barcelona: Llibres de Sinera, 1968
- La dona catalana. Barcelona: Mateu, 1968
- Els vells. Barcelona: Mateu, 1968
- La joventut és una nova classe? Barcelona: Edicions 62, 1969
- El feminismo ibérico.. Vilassar de Mar: Oikos-tau, 1970
- De profesión mujer. Esplugues de Llobregat: Plaza & Janés, 1971
- Salvador Espriu. Barcelona: Dopesa, 1972
- El feminisme a Catalunya. Barcelona: Nova Terra, 1973
- Poema i vers o El cor salvatge de Carles Riba. Barcelona: Institut d'Estudis Hel·lènics - Departament de Filologia Catalana, Universidade de Barcelona, 1973
- Carta abierta al macho ibérico. Madrid: Ediciones 99, 1973
- El comportamiento amoroso de la mujer. Barcelona: Dopesa, 1974
- La dona. Barcelona: Dopesa, 1976
- Cada cosa en el seu temps i lectura cada dia. Barcelona: Dopesa, 1976
- Subirachs o el retrat de l'artista com a escultor adult. Barcelona: Dopesa, 1976
- La dona i la Segona República. Barcelona: Ed. 62, 1977
- Temps passat, notícia d'avui: una història de Catalunya. Barcelona: Vicens Vives, 1978
- Dies i hores de la Nova Cançó. Barcelona: Abadia de Montserrat, 1978
- Antifémina (amb Colita). Madrid: Editora Nacional, 1978
- En busca de la mujer española. Barcelona: Laia, 1982
- Diàlegs a Barcelona: M. Aurèlia Capmany, Pasqual Maragall [conversa transcrita por Xavier Febrés]. Barcelona: Ajuntament de Barcelona-Laia, 1984
- Retrobar Barcelona [amb Jaume Sobraqués]. Barcelona: Lunwerg, 1986
- Fem memòria. El port de Barcelona. Barcelona: Lunwerg, 1990
- ¿Qué diablos es Cataluña? Madrid: Temas de hoy, 1990
- Barcelona entre mar i muntanya. Barcelona: Polígrafa, 1992

#### Dietários e memórias
- Pedra de toc (2 vol.). Barcelona: Nova Terra, 1970 – 1974
- Dietari de prudències. Barcelona: La Llar del Llibre, 1981
- Mala memòria. Barcelona: Planeta, 1987
- Això era i no era. Barcelona: Planeta, 1989

#### Bandas desenhadas
- Dona, doneta, donota (com Avel·lí Artís-Gener). Barcelona: EDHASA, 1979

#### Obras completas
- Obra completa (7 volumes). Barcelona: Columna, 1993 – 2000 (edição por Guillem-Jordi Graells)

#### Roteiros
- L'alt rei en Jaume. Televisió, 1977 – 1978
- La nina. Televisió, 1977-1978 (baseado em Casa de nines d'Ibsen).
- Tereseta-que-baixava-les-escale. Televisió,, 1977-1978 [baseado no conto homônimo de Salvador Espriu]
- Aquesta nit no vindrem a sopar. Televisió, 1978 – 1979
- La nit catalana. Televisió, 1978-1979
- Temps passat, notícia d'avui. Ràdio 4, 1979
- Història de Catalunya, 1977-1978 (45 capítols). Ràdio. Edição en cassete (1979).
- Les nits de la tieta Rosa. Televisió, 1980

#### Traduções

##### Do francês
- BALZAC, Honoré de: L'última encarnació de Vautrin. Barcelona: Nova Terra, 1972
- DURAS, Marguerite: Un dic contra el pacífic [Un barrage contre le Pacifique]. Barcelona: Edicions 62, Col. El Balancí 2, 1965
- FOURNIER, Alain: El gran Meaulnes [Le grand Meaulnes]. Barcelona: Edicions 62, Col. El Trapezi 10, 1966
- KASSAK, Fred: Carambolades [Carambolages]. Barcelona: Edicions 62, Col. La cua de palla, 1963
- LAFONT, Robert: Història de la literatura occitana. Barcelona: Dopesa, Col. Pinya de Rosa 8 i 9, 1973
- PROUST, Marcel: A la recerca del temps perdut [À la recherche du temps perdu]. Barcelona: Columna, 1990-1991 [com Jaume Vidal Alcover]
- SARTRE, Jean-Paul: Fenomenologia i existencialisme [L'existencialisme est un humanisme]. Barcelona: Laia, 1982
- SIMENON, Georges: Liberty Bar. Barcelona: Edicions 62, Col. La cua de palla 28, 1965
- SIMENON, Georges: El gos groc [Le chien jaune]. Barcelona: Edicions 62, Col. La cua de palla 48, 1966 / Barcelona: Àrea, 1989 / Barcelona: Columna, 1995
- SIMENON, Georges: La nit de la cruïlla. Barcelona: Edicions 62, Col. La cua de palla, 1966
- SIMENON, Georges: L'Ombra xinesa. Barcelona: Edicions 62, Col. La cua de palla 54, 1967
- SIMENON, Georges: Maigret i el client del dissabte [Maigret et le client du samedi]. Barcelona: Edicions 62, Col. La cua de palla 62, 1968
- SIMENON, Georges: Signat Picpus [Signée Picpus]. Barcelona: Edicions 62, Col. La cua de palla 65, 1968
- STEWART, Terry: Mà forta [La belle vie]. Barcelona: Edicions 62, Col. La cua de palla 2, 1963
- VÉRY, Pierre: El senyor Marcel de la funerària. Barcelona: Edicions 62, Col. La cua de palla 19, 1964
- VÉRY, Pierre: Goupi Mans-Roges [Goupi Mans-Rouges]. Barcelona: Edicions 62, Col. La cua de palla 16, 1964

##### Do italiano
- CALVINO, Italo: El baró rampant [Il barone rampante]. Barcelona: Edicions 62, Col. El Balancí 7, 1965 / Barcelona: Avui, 1995
- CASSOLA, Carlo: La tala del bosc [Il taglio del bosco]. Barcelona: Edicions 62, Col. El Trapezi 8, 1966
- CHIARINI, Luigi: Art i tècnica del film [Arte e técnica del film]. Barcelona: Edicions 62, Col. A l'abast 13, 1967
- LIONNI, Leo: Frederick. Barcelona: Lumen, 1969
- PASOLINI, Pier Paolo: Una vida violenta [Una vita violenta]. Barcelona: Edicons 62, Col. El Balancí 32, 1967
- PAVESE, Cesare: La lluna i les fogueres [La luna e il falò]. Barcelona: Edicions 62, Col. El Balancí 12, 1965
- PIRANDELLO, Luigi: Aquesta nit improvisem [Questa notte si recita a soggetto]. Barcelona: Institut del Teatre-Diputació de Barcelona, 1996
- PRATOLINI, Vasco: Crònica dels pobres amants [Cronache di poveri amanti]. Barcelona: Edicions 62, Col. El Balancí 1, 1965
- PRATOLINI, Vasco: Metel·lo [Metello]. Barcelona: Edicions 62, Col. El Balancí 15, 1966
- VITTORINI, Elio: Conversa a Sicília [Conversazione in Sicilia]. Barcelona: Edicions 62, Col. El Balancí 19, 1966

##### Do inglês
- CAIN, James M.: Doble indemnització [Double Indemnity]. Barcelona: Edicions 62, Col. La cua de palla 28, 1965